# Санкт-Петербургская математическая олимпиада
Са́нкт-Петербу́ргская математи́ческая олимпиа́да — проводится с 1934 года, является старейшей математической олимпиадой среди школьников в России. Возможно, является старейшим в мире очным официальным математическим соревнованием для школьников.
Проводится в помещениях математико-механического факультета Санкт-Петербургского государственного университета и Российского государственного педагогического университета имени А. И. Герцена.

## История олимпиады
Впервые организована и проведена весной 1934 года усилиями студентов, аспирантов и профессоров Ленинградского университета, под руководством Бориса Николаевича Делоне, Григория Михайловича Фихтенгольца, а также Владимира Ивановича Смирнова, Владимира Абрамовича Тартаковского, Дмитрия Константиновича Фаддеева и Онуфрия Константиновича Житомирского.
Во втором (письменном) туре первой олимпиады (проведён 18 апреля 1934 года) участвовало 307 человек. На третий, заключительный (устный) тур было допущено 48 победителей второго тура, он прошёл в Главном здании Ленинградского государственного университета 6 июня 1934 года. Его победителями стали 11 школьников и рабфаковцев:
Георгий Ананов (23-я школа Центрального р-на), Александр Богомолов (2-я школа Нарвского р-на), Сергей Валландер (2-я школа Нарвского р-на), Марианна Георг (рабфак Университета), Владимир Касаткин (рабфак Электротехнического института), Борис Кизевальтер (рабфак Гидротехнического института), Юрий Кондрашёв (рабфак Университета), Бениамин Минцберг (15-я школа Смольнинского р-на), Сергей Оловянишников (завод "Красный химик"), Иван Санов (7-я школа Володарского р-на), Кирилл Таганцев (рабфак Гидротехнического института).
Исходно в олимпиаде участвовали лишь школьники старших классов, но постепенно соревнование было расширено. Так, олимпиада 6 класса была добавлена в 1936 году, олимпиада 7-го класса - в 1954 году, и наконец, олимпиада 5-го класса - в 1969 году. В наши дни олимпиада проводится для учеников с 6-го по 11-й класс (то есть 5-10 классы в старой нумерации).
Победителями и призёрами Ленинградской (Санкт-Петербургской) олимпиады по математике в разные годы становились такие широко известные советские и российские учёные как Сергей Валландер, Сергей Оловянишников, Иван Санов, Николай Шанин, Глеб Акилов, Виктор Залгаллер, Святослав Лавров, Наум Фельдман, Владимир Зубов, Юрий Решетняк, Михаил Соломяк, Анатолий Вершик, Нина Уральцева, Владимир Судаков,  Алексей Вернер, Иосиф Романовский, Мирон Амусья, Владимир Мазья, Григорий Лозановский, Юрий Бураго, Марк Башмаков, Григорий Цейтин, Анатолий Яковлев, Михаил Громов, Сергей Маслов, Сергей Востоков, Геннадий Малолеткин, Юрий Матиясевич, Яков Элиашберг, Андрей Суслин, Александр Лившиц, Юрий Давыдов, Михаил Гордин, Олег Виро, Николай Широков, Григорий Розенблюм, Сергей Кисляков, Борис Цирельсон, Вячеслав Харламов, Айвар Берзиньш, Владимир Тураев, Алексей Александров, Дмитрий Григорьев, Александр Меркурьев, Михаил Гусаров, Сергей Фомин, Никита Нецветаев, Сергей Финашин, Борис Соломяк, Иван Панин, Илья Захаревич, Григорий Перельман, Фёдор Назаров, Станислав Смирнов, Сергей Иванов, Евгения Малинникова, Михаил Бондарко, Дмитрий Челкак, Николай Дуров, Александр Логунов, и многие, многие другие.

## Структура олимпиады
До начала 1960-х годов Ленинградская городская олимпиада по математике имела три уровня - школьный, районный и городской (заключительный). Однако школьный тур со временем практически перестал проводиться. Начиная с 1961 года возникла необходимость в специальном отборочном туре, на котором определялась команда Ленинграда для участия во Всероссийских и Всесоюзных математических олимпиадах. Он также проводился в устном формате, и на него допускались только победители городской олимпиады старших классов, обычно не более 15-30 человек.
В 1980-х годах жюри олимпиады экспериментировало с форматом отборочного тура, и в результате он стал частью официальной структуры олимпиады - по его итогам присуждались дипломы, а также происходил отбор команды города.
Таким образом до реформы структуры Всероссийской олимпиады, проведённой в 2008 году, Ленинградская олимпиада имела три уровня — районный, городской и заключительный (отборочный).
Начиная с 2009 года, отборочный тур оказался лишним, поскольку отбор команды Санкт-Петербурга на Всероссийскую олимпиаду школьников по математике проводится теперь на общем национальном туре по вариантам, присылаемым из центрального оргкомитета.
Основная отличительная особенность Ленинградской (Санкт-Петербургской) математической олимпиады состоит в том, что её заключительные этапы всегда проводились и проводятся до сих пор в формате устной олимпиады.
Во все годы своего существования олимпиада проходила под эгидой Ленинградского (Санкт-Петербургского) государственного университета. Впоследствии к проводящим организациям добавились Ленинградский Дворец Пионеров и Школьников и Ленинградский государственный педагогический институт.